# Bombinatoridae
Las ranas vientre de fuego (Bombinatoridae) son un clado de anfibios anuros primitivos con distribución en las islas de Filipinas, Borneo y Eurasia. Está representado por 7 especies repartidas en dos géneros. Presentan una coloración aposemática en la zona ventral.

## Especies
Se reconocen las siguientes según ASW:
- Género Barbourula Taylor & Noble, 1924
  - Barbourula busuangensis
  - Barbourula kalimantanensis
- Género Bombina Oken, 1816
  - Bombina bombina
  - Bombina maxima
  - Bombina microdeladigitora
  - Bombina orientalis
  - Bombina variegata

Además, se conocen los siguientes géneros extintos:
- †Eobarbourula[4] Folie, Rana, Rose, Sahni, Kumar, Singh & Smith, 2013
- †Paradiscoglossus Estes & Sanchíz, 1982

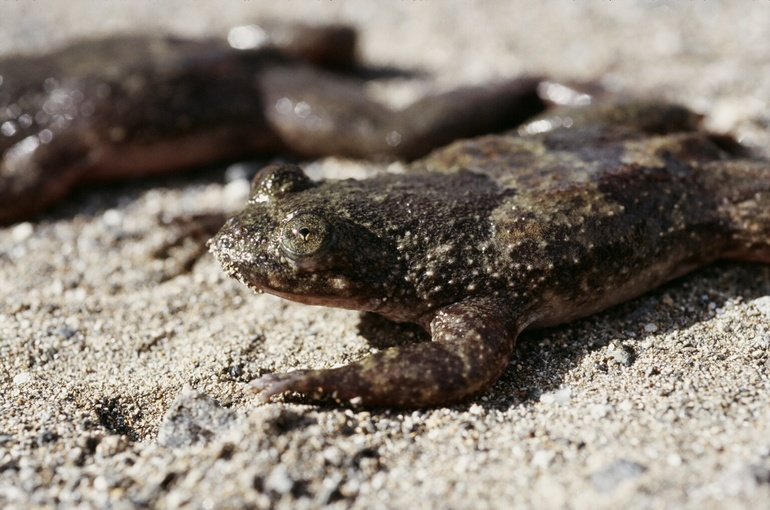
Barbourula busuangensis
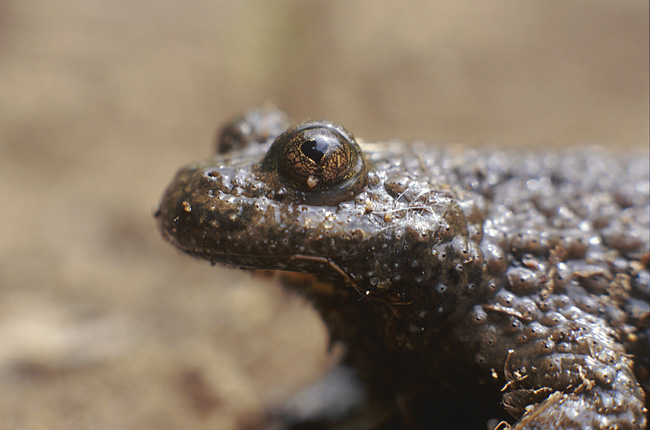
Bombina variegata